# Racemobambos gibbsiae
Racemobambos gibbsiae är en gräsart som först beskrevs av Otto Stapf, och fick sitt nu gällande namn av Richard Eric Holttum. Racemobambos gibbsiae ingår i släktet Racemobambos och familjen gräs. Inga underarter finns listade i Catalogue of Life.